# Ruth Gbagbi
Ruth Marie Christelle Gbagbi (sinh ngày 7 tháng 2 năm 1994 tại Abidjan) là một học viên taekwondo người Bờ Biển Ngà. Cô đã tham gia cuộc thi 67 kg tại Thế vận hội Mùa hè 2012; cô đã bị đánh bại bởi Hwang Kyung-Seon trong vòng sơ loại và bị loại bởi Helena Fromm trong cuộc thi tuyển chọn. Trong Thế vận hội Mùa hè 2016, cô đã đánh bại Farida Azizova để giành huy chương đồng. Cô là thành viên của đội Ivorian bao gồm Cheick Sallah Cissé, người cũng giành được huy chương và Mamina Koné.